# Lagochile chiriquina
Lagochile chiriquina är en skalbaggsart som beskrevs av Frederick Bates 1888. 
Lagochile chiriquina ingår i släktet Lagochile och familjen Rutelidae. Inga underarter finns listade i Catalogue of Life.